# Karol Butkiewicz

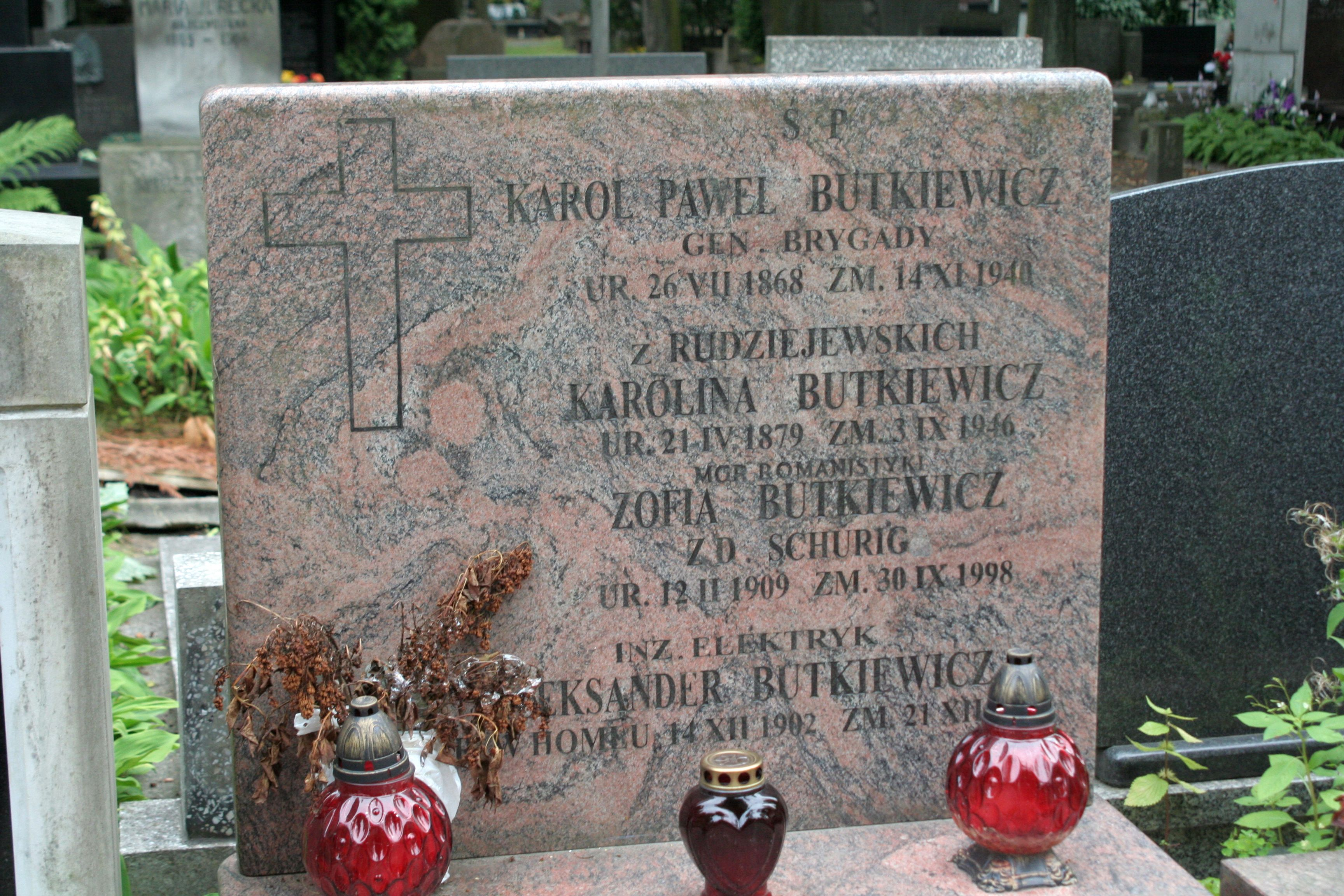
Grób generała Karola Butkiewicza oraz członków jego rodziny na Cmentarzu Wojskowym na Powązkach w Warszawie

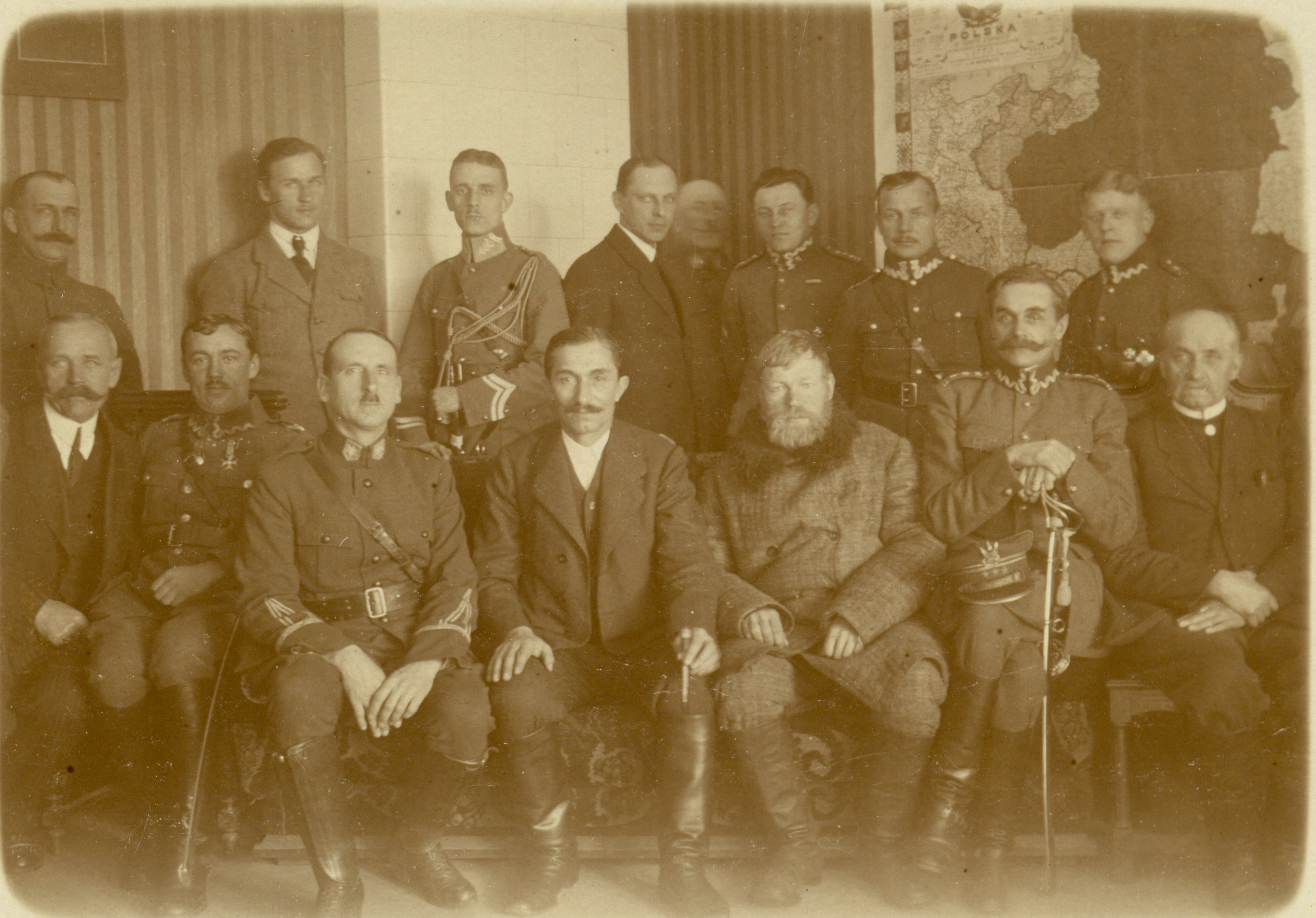
Wincenty Witos i Karol Butkiewicz

Karol Paweł Butkiewicz (ur. 26 lipca 1868 w Wilanowie, zm. 14 listopada 1940 w Warszawie) – generał brygady Wojska Polskiego II Rzeczypospolitej.

## Życiorys
Karol Paweł Butkiewicz urodził się 26 lipca 1868 roku w Wilanowie w ówczesnej guberni grodzieńskiej w ujeździe grodzieńskim. Absolwent gimnazjum w Słucku. Od 1889 roku pełnił służbę w Armii Imperium Rosyjskiego. Dwa lata później ukończył Aleksandrowską Szkołę Piechoty w Moskwie. Brał udział w wojnie rosyjsko japońskiej i I wojnie światowej. Od 1915 do 1916 dowodził 547 Północnodonieckim pułkiem piechoty. W latach 1916-1917 dowodził brygadą w 137 Dywizji Piechoty i był naczelnikiem kursów chorążych.
20 maja 1919 roku został przyjęty do Wojska Polskiego, w stopniu pułkownika, i z dniem 30 kwietnia 1919 roku zaliczony do Rezerwy armii. Od 15 lipca 1919 w Armii Hallera. Od 11 listopada 1919 roku dowodził XXIV Brygadą Piechoty. Od 12 maja 1920 roku dowodził Powiatem Etapowym Mińsk. Od 15 września 1920 roku pełnił obowiązki inspektora wojsk etapowych w Dowództwie Okręgu Etapowego 4 Armii, a następnie dowodził Okręgiem Etapowym Prużana. 14 października 1920 roku został zatwierdzony z dniem 1 kwietnia 1920 roku w stopniu pułkownika, w piechocie, w grupie oficerów byłych Korpusów Wschodnich i byłej armii rosyjskiej. 1 czerwca 1921 roku pełnił służbę w Inspekcji Etapów 4 Armii, a jego oddziałem macierzystym był 54 pułk piechoty. Z dniem 1 października 1921 roku został przeniesiony w stan spoczynku z prawem noszenia munduru.
26 października 1923 roku Prezydent RP Stanisław Wojciechowski zatwierdził go w stopniu generała brygady. Później został zweryfikowany w tym stopniu ze starszeństwem z dniem 1 czerwca 1919 roku w korpusie generałów. Zmarł 14 listopada 1940 w Warszawie. Pochowany na Cmentarzu Wojskowym na Powązkach (kwatera 10A-5-27).